# 奥托·拉萨宁
奥托·拉萨宁（芬蘭語：Otto Lasanen，1891年4月14日—1958年7月25日），芬兰男子摔跤运动员。他曾代表芬兰参加1912年夏季奥林匹克运动会摔跤比赛，获得男子古典式次轻量级铜牌。